# Seget
Seget (olaszul: Seghetto) község Horvátországban Split-Dalmácia megyében.

## Fekvése
Split központjától légvonalban 17, közúton 30 km-re nyugatra, Trogir központjától 2 km-re nyugatra, Dalmácia középső részén fekszik. Lényegében Trogir nyugati elővárosának számít.

## A község települései
Közigazgatásilag Bristivica, Ljubitovica, Prapatnica, Seget Donji, Seget Gornji és Seget Vranjica települések tartoznak hozzá. A község központja Seget Donjin található.

## Története
Seget területén már az ókorban is éltek emberek. Ezt bizonyítja a két, Héraklésznek szentelt áldozati kő, mely a Sv. Ilije-hegy alatti kőbányában találtak. Itt már az ókorban is bányásztak követ. A környező mezőkön a középkorban több kis templom állt, melyek közül a legrégebbiek a kora középkori Szent Dániel templom romjai. Segetet 1564. január 13-án alapította a velencei Agostino Bembo trogiri kapitány, egyúttal engedélyezte Giacopo Rotondo trogiri városi kincstárnoknak, hogy itt várat építsen abból a célból, hogy háborús veszély esetén menedéket nyújtson neki és jobbágyainak. Seget ezzel része lett a Trogirt övező 16. századi erődrendszernek. A 16. és 17. században török támadás és a velencei hatóságok rendelkezése alkalmával a környező falvak népe a várjobbágyokkal együtt betelepültek a várba. 1570-ben háromszáz, a török által megszállt poljicai területről menekült család érkezett Janko Marjanović vezetésével, melyet részben a spliti, részben a trogiri területre telepítettek le. Ekkor poljicaiak telepedtek meg Segeten is. A kandiai háború után 1699-ben a török kézen maradt területekről újra tömegesen érkeztek a velenceiek által ellenőrzött, újonnan visszafoglalt területekre. Ezután Trogir fennhatósága már a mai Seget Gornji területére is kiterjedt. 1711-ben összeírták a trogiri terület földterületeit és állatállományát. Ez alkalommal Segeten 52 család élt 343 fővel. Az állatállományból a segetiek 29 lóval, 106 ökörrel, 158 tehénnel, 58 borjúval és 3249 darab baromfival rendelkeztek, mely jól mutatja, hogy főként az állattenyésztésből éltek. 1743-ban a segeti közösség 90 családot és 649 személyt számlált. 1797-ben a Velencei Köztársaság megszűnésével a település Habsburg Birodalom része lett. 1806-ban Napóleon csapatai foglalták el és 1813-ig francia uralom alatt állt. Napóleon bukása után ismét Habsburg uralom következett, mely az első világháború végéig tartott. A községnek 1857-ben 2178, 1910-ben 3533 lakosa volt. Az I. világháború után rövid ideig az Olasz Királyság, ezután a Szerb-Horvát-Szlovén Királyság, majd Jugoszlávia része lett. A község lakossága 2011-ben 4854 fő volt, akik mezőgazdaságból, turizmusból, halászatból és hajóépítésből élnek.

## Lakosság
| Lakosság változása | Lakosság változása | Lakosság változása | Lakosság változása | Lakosság változása | Lakosság változása | Lakosság változása | Lakosság változása | Lakosság változása | Lakosság változása | Lakosság változása | Lakosság változása | Lakosság változása | Lakosság változása | Lakosság változása | Lakosság változása |
| ------------------ | ------------------ | ------------------ | ------------------ | ------------------ | ------------------ | ------------------ | ------------------ | ------------------ | ------------------ | ------------------ | ------------------ | ------------------ | ------------------ | ------------------ | ------------------ |
| 1857               | 1869               | 1880               | 1890               | 1900               | 1910               | 1921               | 1931               | 1948               | 1953               | 1961               | 1971               | 1981               | 1991               | 2001               | 2011               |
| 2.178              | 2.300              | 2.280              | 2.721              | 3.063              | 3.533              | 3.848              | 4.481              | 4.479              | 4.695              | 4.913              | 4.515              | 4.241              | 4.627              | 4.904              | 4.854              |

## Nevezetességei
- A barokk Rózsafüzér királynője templomot 1758-ban a korábbi és kisebb azonos titulusú templom alapjain építették, melyet valószínűleg ekkor bontottak le. A templomban őriznek egy festett 14. századi gótikus keresztet és egy fából faragott triptichont, melyek a gótikus festőművész Magister Blasius (Blaž Jurjev Trogiranin) munkái.[2]
- A segeti mezőn található a gazdag trogiri Statilić család 1516-ban a török veszély ellen épített reneszánsz tornya.
- Gornji Segeten a középkori Szent Vid templom körül számos régi sírkő található.
- Seget környékén több kis templomocska található, melyek közül a legrégebbiek a kora középkori Szent Dániel templom romjai.

## Turizmus
A lakosság fő bevételi forrását a turizmus adja. Seget büszke változatos gasztronómiai kínálatára. Számos kisebb-nagyobb étterem és vendéglő nyújt széles választékot. A település kiváló kiindulási pont a gyalogtúrázóknak, kerékpározóknak, hegymászóknak is. Rendezett sétányok vezetnek Trogir felé, part menti bárokkal és éttermekkel. A Seget fölötti Szent Illés templomocskához gyógytúra ösvény vezet. Seget Donji egész parti részén rendezett kavicsos strandok sorakoznak kiszolgáló létesítményekkel. Szépen kiépített sétány vezet a Medena szállodakomplexumhoz, ahol számos sportolási lehetőség adódik. A község területén több kis üzlet található, elfogadható élelmiszer kínálattal. Seget Donji központjában orvosi rendelő, fogászat és gyógyszertár is található. Szintén igénybe vehetők postai és banki szolgáltatások. Minden félórában hajójárat indul a szomszédos Trogriba, de gyakoriak a buszjáratok is.